# Kate Smith
Kathryn Elizabeth Smith (ur. 1 maja 1907 w Greenville, zm. 17 czerwca 1986 w Raleigh) – amerykańska piosenkarka.

## Życiorys
Kate Smith urodziła się w 1907 Zaczęła nagrywać płyty w 1926. W 1930 została odkryta przez wiceprezesa Columbia Records Teda Collinsa, który stał się jej długoletnim partnerem i menedżerem. W 1982 została odznaczona Medalem Wolności przez prezydenta Ronalda Reagana. Posiada dwie gwiazdy na Hollywoodzkiej Alei Gwiazd. Nagrała ponad 3000 piosenek. Zmarła z powodu cukrzycy 17 czerwca 1986.